# Faribault (Minnesota)
Faribault – miasto w Stanach Zjednoczonych, w stanie Minnesota, siedziba administracyjna hrabstwa Rice.